# Univerza v Zadru
Univerza v Zadru (izvirno hrvaško Sveučilište u Zadru, latinsko Universitas Studiorum Jadertina) je druga največja univerza na Hrvaškem, s sedežem v Zadru.  
Zadrska univerza najstarejša na ozemlju današnje Hrvaške in obenem ena najstarejših v Evropi, saj je bila prvič ustanovljena že leta 1396, za pravo univerzo pa se šteje od leta 1495, ko so dominikanski študij povzdignili v studia generalia z vsemi univerzitetnimi pravicami in privilegiji. Ukinili so jo 1807 francoski okupatorji ob ustanovitvi Ilirskih provinc in namesto nje za kratek čas ustanovil licej oz. Centralno šolo. 
Današnja univerza se je razvila iz nekdanje Filozofske fakultete v Zadru, ustanovljene 1955 pod okriljem Univerze v Zagrebu, od 1974 pa članice Univerze v Splitu. Kot samostojna univerza je bila ponovno ustanovljena leta 2002 (delovati je začela 2003) ter šteje že 26 oddelkov, od katerih je en lociran v Gospiću. Univerza je tradicionalno pretežno humanistično-družboslovno orientirana. 
Znanstvenoraziskovalni centri so:
- Centar Stjepan Matičević
- Centar za geoprostorne tehnologije
- Centar za interdisciplinarno istraživanje mora i pomorstva - CIMMAR
- Centar za istraživanje glagoljaštva
- Centar za jadransku onomastiku i etnolingvistiku

Prvi rektor je bil geograf Damir Magaš, v letih 2007-15 je bil rektor arheolog in zgodovinar Ante Uglešić, kasneje mdr. pedagoginja Dijana Vican, od 2023 je rektor geograf Josip Faričić (r. 1976).

## Rektorji
Glejte glavni članek Seznam rektorjev Univerze v Zadru.

## Članice
- Oddelek za arheologijo (Odjel za arheologiju)
- Oddelek za ekologijo, agronomijo in akvakulturo (Odjel za ekologiju, agronomiju i akvakulturu)
- Oddelej za ekonomijo (Odjel za ekonomiju)
- Oddelek za etnologijo in antropologijo (Odjel za etnologiju i socijalnokulturnu? antropologiju)
- Oddelek za anglistiko (Odjel za engleski jezik i književnost)
- Oddelek za filozofijo (Odjel za filozofiju)
- Oddelek za francoske in frankofonske študije (Odjel za francuske i frankofonske studije)
- Oddelek za geografijo (Odjel za geografiju)
- Oddelek za hispanistiko in iberske študije (Odjel za hispanistiku i iberske studije)
- Oddelek za informatiko (Odjel za informacijske znanosti) (združen z Oddelkom za knjižničarstvo/bibliotekarstvo)
- Oddelek za italijanski jezik in književnost /italijanistiko (Odjel za talijanistiku)
- Oddelek za izobraževanje učiteljev in vzgojiteljev predšolskih otrok (Odjel za izobrazbu učitelja i odgojitelja predškolske djece)
- Oddelek za klasično filologijo (Odjel za klasičnu filologiju)
- Oddelek za kroatistiko in slavistiko (Odjel za kroatistiku i slavistiku)
  - Hrvaški jezik in književnost
  - Ruski jezik in književnost
- Oddelek za lingvistiko (jezikoslovje) (Odjel za lingvistiku)
- Oddelek za germanistiko (Odjel za njemački jezik i književnost /germanistiku)
- Oddelek za učiteljske vede v Gospiću (Odjel za nastavničke studije u Gospiću)
- Oddelek za pedagogiko (Odjel za pedagogiju)
- Oddelek za turizem in komunikacijske znanosti (Odjel za turizam i komunikacijske znanosti)
- Oddelek za zgodovino (Odjel za povijest)
- Oddelek za umetnostno zgodovino (Odjel za povijest umjetnosti)
- Oddelek za psihologijo (Odjel za psihologiju)
- Oddelek za sociologijo (Odjel za sociologiju)
- Oddelek za zdravstvene vede (Odjel za zdravstvene studije)
- Pomorski oddelek (Pomorski odjel), prej Oddelek za promet in pomorstvo (Odjel za promet i pomorstvo)
- Teološko-katehetski oddelek (Teološko-katehetski odjel)